# Akmensbroen
Akmensbroen (lettisk: Akmens tilts), tidligere Oktoberbroen (lettisk: Oktobra tilts), er en 503 meter lang og 27½ meter bred vejbro over floden Daugava i Riga, hovedstaden i Riga. Broen har en dobbeltsporet vejbane med et dobbeltspor til sporvognstrafik imellem sig.
Akmensbroen påbegyndtes opført i 1955 på et sted over Daugava, hvor der siden 1896 havde været vejtrafik i form af forskellige pontonbroer, der var gået til enten på grund af krige eller kraftige ismassers bevægelse på floden. Der havde siden 1924 været planer om at opføre en varig fast forbindelse, og den 21. juli 1957 åbnedes broen for trafik, som dengang havde navnet Oktoberbroen.